# Thorvald Lange
Thorvald Arthur Lange, född 16 februari 1872 i Göteborg, död 28 december 1957 i Malmö, var en svensk telegraftjänsteman och botaniker.
Thorvald Lange var son till sjökaptenen Johan Axel Rudolf Lange. Han avlade mogenhetsexamen i Göteborg 1890, inträdde i tullverket samma år och övergick till telegrafverket 1892. Efter diverse förordnanden blev han telegrafkommissarie i Visby 1904, i Härnösand 1913, i Kristianstad 1921 och Östersund 1926 innan han erhöll avsked 1938. Lange var en engagerad botaniker och utgav en rad floristiska och växtgeografiska arbeten från olika delar av Sverige. Bland de viktigaste var Anteckningar till Jämtlands flora (1-4 1935 och 5 1943) och Jämtlands kärlväxtflora (1938) han framträdde även som genealog med Göteborgssläkten Lange (1940). Thorvald Lange är begravd på Brännö kyrkogård.